# کشتسه (استان اوپوله)
کشتسه (به لهستانی: Kęszyce) یک منطقهٔ مسکونی در لهستان است که در گمینا موروو واقع شده‌است. کشتسه ۴ نفر جمعیت دارد.